# Johnny Friedlaender

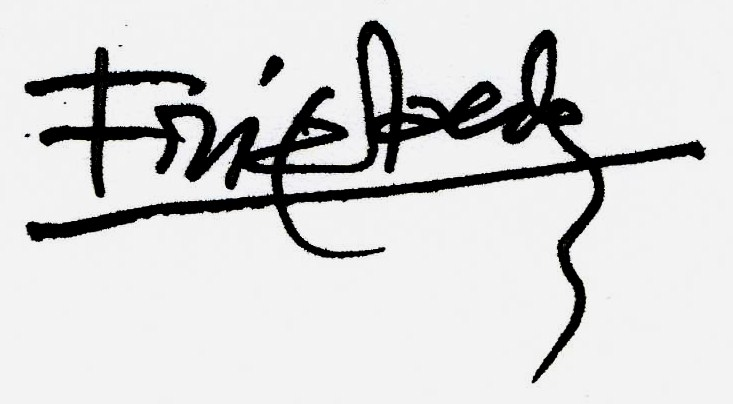
Signatur

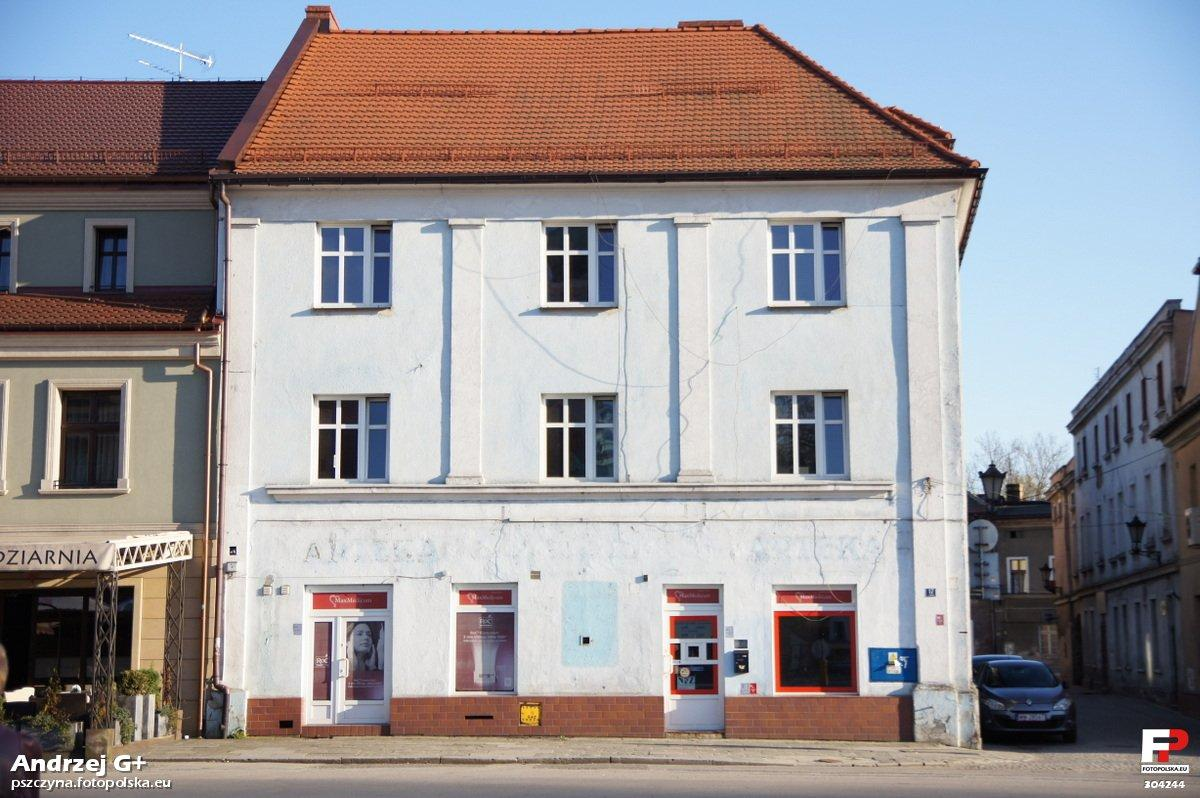
Geburtshaus in Pleß (2012)

Gotthard Joachim (Johnny) Friedlaender (* 26. Dezember 1912 in Pleß, Oberschlesien; † 18. Juni 1992 in Paris) war ein deutsch-französischer Grafiker, insbesondere Radierer.
Johnny Friedlaender zählt zu den Wegbereitern der modernen Farbradierung. Er brachte „die farbige Radierung durch Kombination der verschiedensten Techniken wie Ätzradierung, Kaltnadel, Aquatinta, Aussprengverfahren und Mezzotinto zu höchster Perfektion“ und gab dieser schwierigen künstlerischen Technik eine neue, zeitgemäße Ausdrucksform, welche die Tradition mit der Innovation verband. In seiner Werkstatt in Paris wurden viele bedeutende Künstler mit der Radierung vertraut gemacht.

## Die wichtigsten Lebensstationen
Friedländer studierte von 1928 bis 1930 bei Otto Mueller und später bei Carlo Mense an der Staatlichen Akademie für Kunst und Kunstgewerbe Breslau, bis er als 18-Jähriger nach Dresden übersiedelte, wo erste Ausstellungen seiner Werke stattfanden. Im April 1933 wurde er von der Gestapo verhaftet und bis Dezember im KZ Hohnstein interniert. Zwar wurde er im Dezember entlassen, musste sich jedoch täglich bei der Polizei melden. Dies war einer der Gründe dafür, dass er 1935 in die Tschechoslowakei emigrierte, wo 1936 erstmals einige seiner Radierungen ausgestellt wurden.
Ein Jahr später unternahm Friedländer eine Reise nach Paris, wo er als politischer Flüchtling seine Aufenthaltsgenehmigung jede Woche erneuern musste. Dort stellte er Radierungen aus und machte Illustrationen für die Wochenzeitung Marianne.
Von 1939 bis 1943 wurde er im Lager von Meslay-du-Maine interniert, nach der Befreiung diente er eine Zeitlang in einer Einheit der britischen Armee. Aus dem Jahre 1944 datiert sein Radierzyklus „Images du malheur“. Nach Kriegsende 1945 kehrte er nach Paris zurück und erhielt 1950 die französische Staatsangehörigkeit.

### Nach dem Zweiten Weltkrieg
1951 nahm Friedländer an der Triennale in Mailand und an der Ausstellung moderner Kunst in Tokio teil, ebenso vier Jahre später an der Biennale von São Paulo und an der 1. Internationalen Grafikausstellung in Ljubljana.
Im Jahre 1956 fanden Ausstellungen seiner Werke in Paris, Cincinnati, Cleveland, San Francisco, New York und Washington, D.C. statt. Zwei Jahre später repräsentierte er Frankreich auf der Biennale von Venedig (Grafik).
1959 erhielt Friedländer einen Lehrauftrag der UNESCO am Museum für Moderne Kunst in Rio de Janeiro.
Er erhielt 1969 das Bundesverdienstkreuz 1. Klasse und 1975 drehte das ZDF einen Film über sein Leben. Nach weiteren internationalen Ausstellungen, unter anderem 1976 im Tel Aviv Museum of Art und zwei Jahre später im Musée d’art moderne de la Ville de Paris, wurde Friedländer 1978 zum Officier des Arts et des Lettres ernannt.
1980 fand eine Retrospektive im Albertinum in Dresden statt. Der Lovis-Corinth-Preis wurde ihm 1982 verliehen. 1990 wurde er als assoziiertes Mitglied in die Académie royale des Sciences, des Lettres et des Beaux-Arts de Belgique (Classe des Beaux-Arts) aufgenommen.

## Postume Ausstellungen (unvollständig)
- 2025: Wittenberg, Cranach-Museum

## Bedeutende Schülerinnen und Schüler
- Hans Brög
- Tuvia Beeri
- René Carcan
- Brigitte Coudrain
- Bettina von Arnim
- Karin Luts
- Alfred Pohl
- Ulrike Ottinger
- Josef Schibli
- Hans Schweizer
- Wim Wenders
- Ilse Willers
- Traudl Glogger-Prechtl